# Lauryn Williams
Lauryn Williams   (Pittsburgh, 11 de setembre de 1983) és una atleta estatunidenca especialista en proves de velocitat. Va néixer l'11 de setembre de 1983 a Pittsburgh, Pennsilvània. És una de les cinc persones que han guanyat una medalla als Jocs Olímpics d'hivern i estiu.

## Biografia
Va començar a córrer des de nena, imitant a Florence Griffith i aviat va començar a destacar, guanyant diversos campionats escolars i de l'institut a nivell estatal. El 2002 va guanyar la medalla d'or en els 100 metres llisos dels Campionats del Món junior celebrats en Kingston, Jamaica, a més d'una medalla de plata com a membre de l'equip de relleus 4 x 100 m. Aquest any va acabar 9ª del rànquing dels EUA en 100 m.
El 2003 va continuar la seva progressió, destacant les dues medalles d'or (en 100 m i relleus 4 x 100 m) aconseguides en els Jocs Panamericans de Santo Domingo 2003. Aquest any va ser 7ª en els campionats dels EUA en 100 m i 3ª en els Campionats Universitaris (NCAA)
El seu enlairament definitiu cap a l'elit mundial va arribar en 2004. Primer va guanyar l'or en els Campionats Universitaris (NCAA) amb una excel·lent marca de 10.97. Després, en les proves de classificació pels Jocs Olímpics, va aconseguir el passaport per Atenes en ser tercera en els 100 metres, solament superada per les experimentades LaTasha Colander i Torri Edwards, si bé aquesta última no competiria en els jocs en conèixer-se-li un cas de dopatge, i va ser substituïda per Gail Devers. Ja als Jocs Olímpics es va produir la gran sorpresa de la victòria de la belarussa Yuliya Nesterenko, i la no menor sorpresa de la medalla de plata aconseguida per Lauryn Williams, en el seu major èxit fins a aquest moment, i batent la seva plusmarca personal amb 10.96. El podi ho va completar la jamaicana Veronica Campbell. No va poder guanyar una altra medalla en els Jocs per culpa de la desqualificació de l'equip de relleus en una de les eliminatòries. Va acabar l'any 5ª en el rànquing mundial de 100 m (10.96) i 10ª en el de 200 m (22.46)
L'any 2005 les coses li van anar encara millor, doncs contra tot pronòstic es va alçar amb el títol de campiona del Món de 100 m en Hèlsinki, amb una marca de 10.93, i superant a les grans favorites com Christine Arron i Veronica Cambell, que van ser plata i bronze, respectivament. Per completar l'èxit l'equip de relleus dels EUA es va alçar amb la medalla d'or. La millor marca de l'any, que és fins ara la millor de la seva carrera, la va fer en Zúric, Suïssa, amb 10.88, malgrat que va ser superada en aquesta carrera per la jamaicana Veronica Campbell (10.85). Lauryn Williams va acabar 3ª en el rànquing mundial de 100 m (10.88) i 3ª també en el de 200 m (22.27, fets en Carson, Califòrnia).
En l'actualitat Lauryn Williams és una de les dones més ràpides del planeta. Malgrat la seva petita alçada, aconsegueix una freqüència de moviments en les seves cames que l'han portat a superar a velocistes molt més experimentades i de contrastada qualitat, com la francesa Christine Arron, o els seus compatriotes Latasha Colander o Muna Lee. La seva gran joventut, doncs solament té 22 anys, fan pensar que pot marcar una època en la velocitat femenina, especialment en la prova de 100 metres. La temporada de 2006 servirà per comprovar si continua la seva progressió ascendent. Actualment viu en Miami, Florida.
A Sochi 2014 va guanyar la plata en bobcleigh a dues al costat d'Elana Meyers convertint-se en la cinquena esportista a guanyar medalla en jocs olímpics d'estiu i hivernals després d'Eddie Eagan, Clara Hughes, Christa Rothenburger i Jacob Tullin Thams.

## Millors marques
- 100 metres - 10.88 (Zuric, 2005)
- 200 metres - 22.27 (Carson, 2005)